# L'Épée céleste et le Sabre du dragon
L'Épée céleste et le sabre du dragon (chinois : 倚天屠龍記 Yitian tulong ji ; anglais : Heaven Sword & Dragon Sabre) est un roman chinois d'arts martiaux (wuxia) de Jin Yong. C'est la troisième partie du cycle Les Chants du chasseur d'aigles dont les deux premiers volumes sont La Légende du héros chasseur d’aigles et Le Retour du héros chasseur d'aigles. Il parut tout d'abord en feuilleton dans le Ming Pao de Hong Kong en 1961 avant d'être publié en livre, après quelques révisions, en 1979 (version la plus connue). Une dernière édition comportant encore certaines modifications parut en 2005.
L'intrigue se déroule environ 70 ans après la fin du roman Le Retour du héros chasseur d'aigles, à l'époque où le territoire chinois est occupé par les Mongols (dynastie Yuan), qui font face aux révoltes des Chinois Han. Le titre évoque deux armes extrêmement puissantes, l'Épée céleste et le Sabre du dragon, fabriqués à partir d'une seule épée originelle Xuantie Chongjian (玄鐵重劍) fabriquée dans un métal mythique, le xuantie. Une croyance veut que celui qui arrivera à posséder les deux armes règne sur le monde. Les secrets de l'Épée et du Sabre sont révélés à travers l'histoire d'amour et de haine de trois personnages principaux : Zhang Wuji (張無忌) de l'ethnie Han, la Mongole Zhao Min (趙敏) et Zhou Zhiruo (周芷若), de l'ethnie Han, disciple de l'École d'arts martiaux Emei. Le roman décrit le monde des arts martiaux, mais aussi le contexte social de l'époque avec les différences de statut et les conflits entre les Mongols et ethnies associées et les Chinois Hans. Comme dans tous les romans de Jin Yong, les intrigues sentimentales occupent une place certaine. Zhang Wuji vit ainsi des histoires d'amour avec quatre héroïnes : Zhao Min, Zhou Zhiruo, Yin Li et Xiao Zhao. L'histoire se termine par la victoire des Hans menés par Zhu Yuanzhang (朱元璋), premier empereur de la dynastie Ming.

## Adaptation

### Télévision
- 1978 : L'Épée céleste et le Sabre du dragon (série télévisée, 1978) (zh)
- 1984 : L'Épée céleste et le Sabre du dragon (série télévisée, 1984) (zh)
- 1986 : L'Épée céleste et le Sabre du dragon (série télévisée, 1986) (zh))
- 1994 : L'Épée céleste et le Sabre du dragon (série télévisée, 1994) (zh)
- 2001 L'Épée céleste et le Sabre du dragon (série télévisée, 2001) (zh)
- 2003 L'Épée céleste et le Sabre du dragon (série télévisée, 2003) (zh)
- 2009 : L'Épée céleste et le Sabre du dragon (série télévisée, 2009) (zh)
- 2019 : L'Épée céleste et le Sabre du dragon (série télévisée, 2019) (zh)

### Cinéma
- 1978 : Heaven Sword and Dragon Sabre et Heaven Sword and Dragon Sabre 2 de Chu Yuan
- 1993 : Evil Cult avec Jet Li. Ce film ne raconte que la première partie du roman.
- 2020 : New Kung Fu Cult Master 1 (zh) & New Kung Fu Cult Master 2 (zh)

## Commentaires
Le dragon est le symbole du souverain dans la culture chinoise. Le Sabre du dragon du roman a donc le pouvoir de tuer (détrôner) le dragon (l'empereur mongol) et de le remplacer par un empereur chinois. Mais il ne suffit pas à amener la paix car le nouvel empereur peut s'avérer un tyran. Aussi l'Épée céleste qui représente le Ciel et le bien, destinée à détruire le mal, doit-elle le compléter.
Les disciples des six grandes sectes qui s'affrontent prétendent représenter le bien, mais haïssent les membres de la secte Ming (secte historique inspirée du manichéisme, sur laquelle s'appuya Zhu Yuanzhang pour venir à bout des Yuan), qu'ils accusent de représenter le mal. Ils s'entretuent pour obtenir le Sabre du dragon et la position du Maître, alors que les disciples de la secte Ming font preuve de respect mutuel et de solidarité. Le message du roman est que le bien et le mal ne se distinguent qu'à travers les actions, et non la réputation.